# Mis-Teeq
Mis-Teeq – brytyjska grupa muzyczna grająca R&B, istniejąca od 1999 do 2005 roku. Współtworzyły ją trzy młode wokalistki: Alesha Dixon, Su-Elise Nash i Sabrina Washington. Ostatecznie decyzje o zakończeniu działalności zespołu podjęły w 2005 roku po wydaniu albumu Greatest Hits.
Na brytyjskie listy przebojów wkroczyły hitem Why w 2001 roku. Popularność przyniosły im także piosenki B With You, All I Want oraz One Night Stand. Ich debiutancki album Lickin' On Both Sides miał swoją premierę w październiku 2001 roku. Otrzymały wiele nagród, m.in. UK Garage Award dla najlepszego artysty, Brit Award 2002 za debiut, Maxim Woman Of The Year Awards dla najlepszego zespołu, 2002 MOBO Award.
Na wiosnę 2003 roku ukazał się drugi krążek zespołu zatytułowany Eye Candy. Promował go singel Scandalous. Piosenka ta została wykorzystana w reklamie perfum Giorgio Armani: Code for Women.

## Albumy
- Lickin' On Both Sides (2001)
- Eye Candy (2003)
- Mis Teeq (2004)
- Greatest Hits (2005)

## Single
- Why (2000)
- All I Want (2001)
- One Night Stand (2001)
- Roll On/ This Is How We Do It (2002)
- B With You (2002)
- Scandalous (2003)
- Style (2003)
- Cant't Get It Back (2003)